# A Medvetesók epizódjainak listája
Az alábbi szócikk a Medvetesók című animációs sorozat epizódjait sorolja fel.

## Epizódok

### Évados áttekintés
| Évad | Évad  | Epizódok | Eredeti sugárzás  | Eredeti sugárzás   | Magyar sugárzás    | Magyar sugárzás    |
| Évad | Évad  | Epizódok | Évadpremier       | Évadfinálé         | Évadpremier        | Évadfinálé         |
| ---- | ----- | -------- | ----------------- | ------------------ | ------------------ | ------------------ |
|      | Pilot | Pilot    | 2014. november 6. | 2014. november 6.  | 2015. november 9.  | 2015. november 9.  |
|      | 1     | 26       | 2015. július 27.  | 2015. november 19. | 2015. november 16. | 2016. december 2.  |
|      | 2     | 25       | 2016. február 25. | 2017. április 11.  | 2016. november 28. | 2017. augusztus 2. |
|      | 3     | 44       | 2017. április 3.  | 2018. február 16.  | 2017. augusztus 1. | 2018. október 31.  |
|      | 4     | 43       | 2018. július 30.  | 2019. május 27.    | 2018. október 12.  | 2019. október 31.  |

### Pilot
| Angol cím     | Magyar cím  | Írta         | Eredeti bemutató  | Magyar bemutató                                                  |
| ------------- | ----------- | ------------ | ----------------- | ---------------------------------------------------------------- |
| We Bare Bears | Ünneprontók | Daniel Chong | 2014. november 6. | 2015. november 9. (Cartoon Network) 2015. november 16. (YouTube) |

### 1. évad
| #   | #   | Angol cím           | Magyar cím            | Írta | Eredeti bemutató     | Magyar bemutató    |
| --- | --- | ------------------- | --------------------- | --- | -------------------- | ------------------ |
| 1.  | 1.  | Our Stuff           | A nyomozás            | Daniel Chong                                                                                             | 2015. július 27.     | 2015. november 16. |
| 2.  | 2.  | Viral Video         | Net-híresség          | Madeline Sharafian                                                                                       | 2015. július 27.     | 2015. november 16. |
| 3.  | 3.  | Food Truck          | A büfékocsi           | Abe Audish, Daniel Chong, Bert Youn                                                                      | 2015. július 28.     | 2015. november 17. |
| 4.  | 4.  | Chloe               | Chloe                 | Madeline Sharafian                                                                                       | 2015. július 29.     | 2015. november 19. |
| 5.  | 5.  | Panda’s Date        | Panda randija         | Tom Law, Madeline Sharafian                                                                              | 2015. július 30.     | 2015. november 23. |
| 6.  | 6.  | Everyday Bears      | Hétköznapi medvék     | Abe Audish, Bert Youn                                                                                    | 2015. július 31.     | 2015. november 25. |
| 7.  | 7.  | Burrito             | A burrito             | Manny Hernandez, Madeline Sharafian, Bert Youn                                                           | 2015. augusztus 6.   | 2015. november 27. |
| 8.  | 8.  | Primal              | A vadon hívó szava    | Manny Hernandez, Guillermo Martinez                                                                      | 2015. augusztus 13.  | 2015. december 1.  |
| 9.  | 9.  | Jean Jacket         | A farmerdzseki        | Adam Campbell, Eric Favela, Manny Hernandez, Madeline Sharafian                                          | 2015. augusztus 20.  | 2015. december 3.  |
| 10. | 10. | Nom Nom             | Nom Nom               | Manny Hernandez, Tom Law, Madeline Sharafian                                                             | 2015. augusztus 27.  | 2015. december 7.  |
| 11. | 11. | Shush Ninjas        | A csitító nindzsák    | Tom Law, Guillermo Martinez                                                                              | 2015. szeptember 3.  | 2015. december 9.  |
| 12. | 12. | My Clique           | Klikkesedés           | Guillermo Martinez, Kyler Spears, Bert Youn                                                              | 2015. szeptember 10. | 2015. december 15. |
| 13. | 13. | Charlie             | Charlie               | Tom Law, Madeline Sharafian                                                                              | 2015. szeptember 17. | 2015. december 11. |
| 14. | 14. | Brother Up          | Panda, a vezér        | Tom Law, Manny Hernandez, Guillermo Martinez, Lauren Sassen, Madeline Sharafian, Kyler Spears, Bert Youn | 2015. október 12.    | 2016. június 15.   |
| 15. | 15. | Occupy Bears        | Veszélyben a barlang  | Manny Hernandez, Tom Law, Lauren Sassen, Bert Youn                                                       | 2015. október 13.    | 2016. június 3.    |
| 16. | 16. | Panda’s Sneeze      | Panda tüsszentése     | Guillermo Martinez, Madeline Sharafian, Kyler Spears, Bert Youn                                          | 2015. október 14.    | 2016. június 8.    |
| 17. | 17. | The Road            | Az út                 | Madeline Sharafian, Kyler Spears                                                                         | 2015. október 15.    | 2016. május 31.    |
| 18. | 18. | Emergency           | Vészhelyzet           | Manny Hernandez, Guillermo Martinez, Madeline Sharafian                                                  | 2015. október 16.    | 2016. május 30.    |
| 19. | 19. | Tote Life           | Szatyros-élet         | Manny Hernandez, Tom Law, Lauren Sassen, Bert Youn                                                       | 2015. november 2.    | 2016. június 6.    |
| 20. | 20. | Charlie & the Snake | Charlie és a kígyó    | Madeline Sharafian, Kyler Spears                                                                         | 2015. november 3.    | 2016. június 1.    |
| 21. | 21. | Video Date          | Videó randi           | Tom Law, Guillermo Martinez, Bert Youn                                                                   | 2015. november 4.    | 2016. június 7.    |
| 22. | 22. | Pet Shop            | A kisállat-kereskedés | Vera Brosgol, Tom Law, Julian Narino, Lauren Sassen, Kyler Spears                                        | 2015. november 5.    | 2016. június 2.    |
| 23. | 23. | Chloe and Ice Bear  | Chloe és Jeges        | Lauren Sassen, Madeline Sharafian                                                                        | 2015. november 6.    | 2016. június 16.   |
| 24. | 24. | Cupcake Job         | A muffinos munka      | Danny Ducker, Manny Hernandez, Guillermo Martinez, Lauren Sassen, Bert Youn, Louie Zong                  | 2015. november 12.   | 2016. június 14.   |
| 25. | 25. | Hibernation         | Hibernálás            | Lauren Sassen, Madeline Sharafian                                                                        | 2015. november 19.   | 2016. június 13.   |
| 26. | 26. | Charlie Ball        | Charlie kosarazik     | Lauren Sassen                                                                                            | 2016. február 11.    | 2016. december 2.  |

### 2. évad
| #   | #   | Angol cím             | Magyar cím            | Írta                                                 | Eredeti bemutató    | Magyar bemutató    |
| --- | --- | --------------------- | --------------------- | ---------------------------------------------------- | ------------------- | ------------------ |
| 27. | 1.  | Yard Sale             | Garázsvásár           | Adam Campbell, Kyler Spears                          | 2016. február 25.   | 2016. november 28. |
| 28. | 2.  | Slumber Party         | Pizsiparti            | Lauren Sassen, Bert Youn                             | 2016. március 3.    | 2016. november 29. |
| 29. | 3.  | Bear Cleanse          | Tisztító kúra         | Tom Law, Guillermo Martinez                          | 2016. március 10.   | 2016. november 30. |
| 30. | 4.  | Nom Nom's Entourage   | Nom Nom kísérete      | Adam Campbell, Kyler Spears, Louie Zong              | 2016. március 17.   | 2016. december 1.  |
| 31. | 5.  | Ranger Tabes          | Tabes parkőr          | Madeline Sharafian, Kyler Spears                     | 2016. március 31.   | 2016. december 6.  |
| 32. | 6.  | Rooms                 | Szobák                | Tom Law, Guillermo Martinez, Bert Youn               | 2016. április 21.   | 2016. december 5.  |
| 33. | 7.  | Losing Ice            | Jeges elmegy          | Guillermo Martinez, Bert Youn, Louie Zong            | 2016. április 28.   | 2016. december 7.  |
| 34. | 8.  | Cellie                | Mobilbajok            | Tom Law, Lauren Sassen                               | 2016. május 5.      | 2016. december 8.  |
| 35. | 9.  | Fashion Bears         | Divatmedvék           | Christina Chang, Kyler Spears, Bert Youn             | 2016. augusztus 1.  | 2016. december 9.  |
| 36. | 10. | The Island            | A sziget              | Lauren Sassen, Louie Zong                            | 2016. augusztus 2.  | 2016. december 12. |
| 37. | 11. | Bear Flu              | Medveláz              | Christina Chang, Guillermo Martinez                  | 2016. augusztus 3.  | 2017. május 8.     |
| 38. | 12. | Chicken and Waffles   | Csirke és palacsinta  | Christina Chang, Tom Law                             | 2016. augusztus 4.  | 2017. május 10.    |
| 39. | 13. | The Audition          | A meghallgatás        | Danny Ducker, Guillermo Martinez, Bert Youn          | 2016. augusztus 5.  | 2017. május 12.    |
| 40. | 14. | Captain Craboo        | Ráki kapitány         | Lauren Sassen, Bert Youn, Kyler Spears, Louie Zong   | 2016. szeptember 5. | 2017. május 9.     |
| 41. | 15. | Baby Bears on a Plane | Medvebocsok a repülőn | Lauren Sassen, Louie Zong                            | 2016. október 6.    | 2016. december 13. |
| 42. | 16. | Yuri and the Bear     | Yuri és a medve       | Lauren Sassen                                        | 2016. október 13.   | 2017. május 22.    |
| 43. | 17. | Icy Nights            | Jeges éjszakák        | Lauren Sassen, Kyler Spears                          | 2016. október 20.   | 2017. május 11.    |
| 44. | 18. | Everyone's Tube       | Netes videók          | Danny Ducker, Lauren Sassen, Louie Zong              | 2016. október 27.   | 2017. május 16.    |
| 45. | 19. | Creature Mysteries    | A rejtélyes lény      | Christina Chang, Tom Law                             | 2016. november 3.   | 2017. május 15.    |
| 46. | 20. | The Library           | A könyvtár            | Christina Chang, Kyler Spears, Louie Zong            | 2016. november 10.  | 2017. május 17.    |
| 47. | 21. | Grizz Helps           | Grizz segít           | Madeline Sharafian, Louie Zong                       | 2016. november 17.  | 2017. május 18.    |
| 48. | 22. | Christmas Parties     | Karácsonyi partik     | Christina Chang, Kyler Spears, Bert Youn, Louie Zong | 2016. december 1.   | 2017. május 23.    |
| 49. | 23. | Subway                | A metró               | Christina Chang, Tom Law                             | 2017. április 4.    | 2017. július 31.   |
| 50. | 24. | Panda's Friend        | Panda barátja         | Tom Law, Bert Youn                                   | 2017. április 6.    | 2017. május 19.    |
| 51. | 25. | Neighbors             | Szomszédok            | Kyler Spears, Bert Youn                              | 2017. április 11.   | 2017. augusztus 2. |

### 3. évad
| #   | #   | Angol cím                 | Magyar cím           | Írta                              | Eredeti bemutató     | Magyar bemutató     |
| --- | --- | ------------------------- | -------------------- | --------------------------------- | -------------------- | ------------------- |
| 52. | 1.  | Grizzly the Movie         | Grizzly, a filmsztár | Kyler Spears, Bert Youn           | 2017. április 3.     | 2017. augusztus 9.  |
| 53. | 2.  | Anger Management          | Nyugi, Nom Nom       | Christina Chang, Tom Law          | 2017. április 5.     | 2017. augusztus 14. |
| 54. | 3.  | $100                      | $100                 | Christina Chang, Tom Law          | 2017. április 10.    | 2017. augusztus 4.  |
| 55. | 4.  | Professor Lampwick        | Lampwick professzor  | Louie Zong                        | 2017. április 12.    | 2017. augusztus 8.  |
| 56. | 5.  | Ralph                     | Ralph                | Lauren Sassen, Louie Zong         | 2017. április 13.    | 2017. augusztus 1.  |
| 57. | 6.  | Planet Bears              | A medvék bolygója    | Guillermo Martinez                | 2017. április 17.    | 2018. január 15.    |
| 58. | 7.  | Coffee Cave               | Kávébarlang          | Kyler Spears, Bert Youn           | 2017. április 18.    | 2017. augusztus 11. |
| 59. | 8.  | Charlie's Big Foot        | Charlie nagy lába    | Lauren Sassen, Louie Zong         | 2017. április 19.    | 2017. augusztus 10. |
| 60. | 9.  | The Demon                 | A démon              | Kyler Spears, Bert Youn           | 2017. április 20.    | 2018. január 12.    |
| 61. | 10. | Panda's Art               | Panda, a művész      | Christina Chang, Tom Law          | 2017. április 24.    | 2017. augusztus 3.  |
| 62. | 11. | Poppy Rangers             | A Pipacs cserkészek  | Lauren Sassen, Louie Zong         | 2017. április 25.    | 2017. augusztus 15. |
| 63. | 12. | Lucy's Brother            | Lucy öccse           | Lauren Sassen                     | 2017. április 26.    | 2017. augusztus 7.  |
| 64. | 13. | The Fair                  | A vásár              | Sang Yup Lee, Louie Zong          | 2017. augusztus 7.   | 2018. január 9.     |
| 65. | 14. | Private Lake              | Az elhagyott tó      | Christina Chang, Tom Law          | 2017. augusztus 8.   | 2018. január 23.    |
| 66. | 15. | Lunch with Tabes          | Tabes ebédje         | Lauren Sassen, Sarah Sobole       | 2017. augusztus 9.   | 2018. január 10.    |
| 67. | 16. | Road Trip                 | Éjjeli túra          | Kyler Spears, Bert Youn           | 2017. augusztus 10.  | 2018. január 11.    |
| 68. | 17. | Summer Love               | Nyári szerelem       | Christina Chang, Tom Law          | 2017. augusztus 11.  | 2018. január 24.    |
| 69. | 18. | The Kitty                 | Cicamica             | Sang Yup Lee, Guillermo Martinez  | 2017. szeptember 1.  | 2018. január 25.    |
| 70. | 19. | Crowbar Jones             | Feszítővas Jones     | Guillermo Martinez, Lauren Sassen | 2017. szeptember 1.  | 2017. október 3.    |
| 71. | 20. | Kyle                      | Kyle                 | Kyler Spears, Bert Youn           | 2017. szeptember 8.  | 2018. január 16.    |
| 72. | 21. | Citizen Tabes             | Tabes polgár         | Sang Yup Lee, Louie Zong          | 2017. szeptember 15. | 2018. január 18.    |
| 73. | 22. | Dance Lessons             | Táncverseny          | Sang Yup Lee, Louie Zong          | 2017. szeptember 22. | 2018. június 13.    |
| 74. | 23. | Icy Nights II             | Jeges éjszakák II    | Lauren Sassen                     | 2017. szeptember 29. | 2018. január 18.    |
| 75. | 24. | Dog Hotel                 | Kutyapanzió          | Christina Chang, Tom Law          | 2017. október 6.     | 2018. június 12.    |
| 76. | 25. | Bear Lift                 | Medve telekocsi      | Sarah Sobole                      | 2017. október 13.    | 2018. június 21.    |
| 77. | 26. | The Nom Nom Show          | A Nom Nom Show       | Christina Chang, Tom Law          | 2017. október 13.    | 2018. június 18.    |
| 78. | 27. | Ice Cave                  | Jégbarlang           | Kyler Spears, Bert Youn           | 2017. október 20.    | 2018. június 15.    |
| 79. | 28. | Spa Day                   | Egy nap a fürdőben   | Kyler Spears, Bert Youn           | 2017. október 20.    | 2018. június 22.    |
| 80. | 29. | Charlie's Halloween Thing | Halloweeni mesék     | Kyler Spears, Bert Youn           | 2017. október 27.    | 2018. január 19.    |
| 81. | 30. | Bunnies                   | Nyulak földje        | Christina Chang, Tom Law          | 2017. november 3.    | 2018. január 22.    |
| 82. | 31. | Pigeons                   | Galambok             | Sang Yup Lee, Louie Zong          | 2017. november 3.    | 2018. október 22.   |
| 83. | 32. | Panda 2                   | Panda 2              | Lauren Sassen, Sarah Sobole       | 2017. november 10.   | 2018. június 9.     |
| 84. | 33. | Tubin'                    | A kaland             | Kyler Spears, Bert Youn           | 2017. november 10.   | 2018. október 17.   |
| 85. | 34. | Lazer Royale              | Lézerpárbaj          | Christina Chang, Tom Law          | 2017. november 17.   | 2018. június 20.    |
| 86. | 35. | Ranger Games              | Cserkészbajnokság    | Lauren Sassen, Sarah Sobole       | 2017. november 17.   | 2018. október 8.    |
| 87. | 36. | The Perfect Tree          | A tökéletes fa       | Lauren Sassen, Sarah Sobole       | 2017. december 1.    | 2018. június 19.    |
| 88. | 37. | Bearz II Men              | MedvEmberek          | Sang Yup Lee, Louie Zong          | 2018. január 5.      | 2018. október 30.   |
| 89. | 38. | Bro Brawl                 | Tesótusa             | Charlie Parisi, Sarah Sobole      | 2018. január 5.      | 2018. október 24.   |
| 90. | 39. | Hurricane Hal             | Hal hurrikán         | Sang Yup Lee, Louie Zong          | 2018. január 12.     | 2018. október 9.    |
| 91. | 40. | Vacation                  | Nyaralás             | Kyler Spears, Bert Youn           | 2018. január 19.     | 2018. október 10.   |
| 92. | 41. | Beehive                   | Méhkas               | Christina Chang, Tom Law          | 2018. január 26.     | 2018. október 11.   |
| 93. | 42. | The Park                  | A parkban            | Kyler Spears, Bert Youn           | 2018. február 2.     | 2018. október 25.   |
| 94. | 43. | I Am Ice Bear             | Jeges vagyok         | Sang Yup Lee, Sarah Sobole        | 2018. február 9.     | 2018. október 31.   |
| 95. | 44. | Baby Bears Can't Jump     | Kosárlabdameccs      | Sang Yup Lee, Louie Zong          | 2018. február 16.    | 2018. június 14.    |

### 4. évad
| #    | #   | Angol cím                   | Magyar cím                   | Írta                                                   | Eredeti bemutató    | Magyar bemutató   |
| ---- | --- | --------------------------- | ---------------------------- | ------------------------------------------------------ | ------------------- | ----------------- |
| 96.  | 1.  | Go Fish                     | Aranyhal                     | Christina Chang, Lauren Sassen                         | 2018. július 30.    | 2019. május 29.   |
| 97.  | 2.  | Teacher's Pet               | Stréberek                    | Sang Yup Lee, Charlie Parisi                           | 2018. július 30.    | 2019. május 27.   |
| 98.  | 3.  | Googs                       | Googs                        | Sarah Sobole, Louie Zong                               | 2018. július 30.    | 2019. május 28.   |
| 99.  | 4.  | Paperboyz                   | Újságkihordók                | Louie Zong                                             | 2018. július 30.    | 2019. június 3.   |
| 100. | 5.  | Bear Squad                  | M-osztag                     | Sang Yup Lee, Charlie Parisi                           | 2018. július 30.    | 2019. május 31.   |
| 101. | 6.  | Lil' Squid                  | Tintás                       | Christina Chang, Tom Law                               | 2018. július 30.    | 2018. október 19. |
| 102. | 7.  | I, Butler                   | Én, az inas                  | Charlie Parisi, Sarah Sobole                           | 2018. július 30.    | 2018. november 1. |
| 103. | 8.  | Family Troubles             | Családi gondok               | Charlie Parisi, Sarah Sobole                           | 2018. július 30.    | 2018. október 23. |
| 104. | 9.  | Best Bears                  | Vőfélymedvék                 | Guillermo Martinez                                     | 2018. augusztus 6.  | 2019. május 30.   |
| 105. | 10. | Crowbar Jones: Origins      | Feszítővas Jones: A kezdetek | Guillermo Martinez                                     | 2018. augusztus 7.  | 2018. október 29. |
| 106. | 11. | Hot Sauce                   | Csípős szósz                 | Tara Helfer, Lauren Sassen                             | 2018. augusztus 8.  | 2019. június 5.   |
| 107. | 12. | Mom App                     | Anyu app                     | Christina Chang, Sarah Sobole                          | 2018. augusztus 9.  | 2019. június 4.   |
| 108. | 13. | The Limo                    | A limó                       | Christina Chang, Guillermo Martinez                    | 2018. augusztus 10. | 2018. október 16. |
| 109. | 14. | More Everyone's Tube        | Még több netes videó         | Sang Yup Lee, Louie Zong                               | 2018. augusztus 13. | 2018. október 12. |
| 110. | 15. | Money Man                   | A kupa                       | Kyler Spears, Bert Youn                                | 2018. augusztus 14. | 2018. október 26. |
| 111. | 16. | Rescue Ranger               | A megmentő                   | Kyler Spears, Bert Youn                                | 2018. augusztus 15. | 2018. október 18. |
| 112. | 17. | El Oso                      | El Oso                       | Lauren Sassen                                          | 2018. augusztus 16. | 2018. október 15. |
| 113. | 18. | Charlie's Halloween Thing 2 | Halloweeni mesék 2. rész     | Sang Yup Lee, Sarah Sobole, Charlie Parisi, Louie Zong | 2018. október 19.   | 2019. június 6.   |
| 114. | 19. | Escandalosos                | Escandalosos                 | Guillermo Martinez                                     | 2018. november 5.   | 2019. június 7.   |
| 115. | 20. | Pizza Band                  | Pizza banda                  | Sarah Sobole, Louie Zong                               | 2018. november 6.   | 2019. június 13.  |
| 116. | 21. | Adopted                     | Örökbefogadva                | Katie Mitroff, Charlie Parisi, Sang Yup Lee            | 2018. november 7.   | 2019. június 11.  |
| 117. | 22. | Wingmen                     | Szárnysegédek                | Christina Chang, Hanna Cho                             | 2018. november 8.   | 2019. június 14.  |
| 118. | 23. | Braces                      | Fogszabályzó                 | Sang Yup Lee, Charlie Parisi                           | 2018. november 9.   | 2019. június 18.  |
| 119. | 24. | Christmas Movies            | Karácsonyi filmek            | Christina Chang, Hanna Cho                             | 2018. december 17.  | 2019. június 10.  |
| 120. | 25. | Imaginary Friend            | Képzeletbeli barát           | Guillermo Martinez                                     | 2019. január 28.    | 2019. június 17.  |
| 121. | 26. | The Mall                    | A plázában                   | Sang Yup Lee, Charlie Parisi                           | 2019. február 4.    | 2019. október 14. |
| 122. | 27. | Tunnels                     | Alagutak                     | Christina Chang, Yvonne Hsuan Ho, Lauren Sassen        | 2019. február 11.   | 2019. június 19.  |
| 123. | 28. | Ramen                       | Ramen                        | Christina Chang, Yvonne Hsuan Ho                       | 2019. február 18.   | 2019. október 18. |
| 124. | 29. | The Gym                     | Edzőterem                    | Sang Yup Lee, Charlie Parisi                           | 2019. február 25.   | 2019. június 12.  |
| 125. | 30. | Bubble                      | Bubi                         | Sarah Sobole, Louie Zong                               | 2019. március 4.    | 2019. június 21.  |
| 126. | 31. | Baby Orphan Ninja Bears     | Árva nindzsa kismedvék       | Sang Yup Lee, Charlie Parisi                           | 2019. március 11.   | 2019. október 30. |
| 127. | 32. | Fire!                       | Tűz!                         | Sarah Sobole, Louie Zong                               | 2019. március 18.   | 2019. október 16. |
| 128. | 33. | Ranger Norm                 | Norm vadőr                   | Sarah Sobole, Louie Zong                               | 2019. március 18.   | 2019. október 21. |
| 129. | 34. | Shmorby                     | Shmorby                      | Sarah Sobole, Louie Zong                               | 2019. március 25.   | 2019. október 25. |
| 130. | 35. | Snake Babies                | Kiskígyók                    | Danny Ducker, Lauren Sassen                            | 2019. március 25.   | 2019. október 17. |
| 131. | 36. | Sandcastle                  | Homokvár                     | Christina Chang, Quinne Larsen                         | 2019. április 1.    | 2019. október 24. |
| 132. | 37. | Bros in the City            | Tesók a városban             | Charlie Parisi, Sarah Sobole                           | 2019. április 1.    | 2019. október 28. |
| 133. | 38. | Cousin Jon                  | Jon                          | Hanna Cho                                              | 2019. április 1.    | 2019. június 20.  |
| 134. | 39. | Lord of the Poppies         | A Pipacsok ura               | Yvonne Hsuan Ho, Sang Yup Lee                          | 2019. április 1.    | 2019. október 23. |
| 135. | 40. | The Mummy's Curse           | A múmia átka                 | Yvonne Hsuan Ho, Sang Yup Lee                          | 2019. április 29.   | 2019. október 22. |
| 136. | 41. | Band of Outsiders           | Kívülállók                   | Quinne Larsen, Lauren Sassen                           | 2019. május 6.      | 2019. október 29. |
| 137. | 42. | Tabes & Charlie             | Tabes és Charlie             | Christina Chang, Louie Zong                            | 2019. május 13.     | 2019. október 15. |
| 138. | 43. | Panda's Birthday            | Panda szülinapja             | Christina Chang, Louie Zong                            | 2019. május 27.     | 2019. október 31. |

## Film
| Angol cím                | Magyar cím         | Rendezte     | Írta | Eredeti bemutató | Magyar bemutató    |
| ------------------------ | ------------------ | ------------ | --- | ---------------- | ------------------ |
| We Bare Bears: The Movie | Medvetesók: A film | Daniel Chong | Christina Chang, Daniel Chong, Alex Chiu, Manny Hernandez, Yvonne Hsuan Ho, Quinne Larsen, Sang Yup Lee, Sooyeon Lee, Charlie Parisi, Lauren Sassen, Sarah Sobole, Louie Zong | 2020. június 30. | 2020. november 21. |

## Rövidfilmek

### Évados áttekintés
| Évad | Évad | Epizódok | Eredeti sugárzás  | Eredeti sugárzás  | Magyar sugárzás   | Magyar sugárzás      |
| Évad | Évad | Epizódok | Évadpremier       | Évadfinálé        | Évadpremier       | Évadfinálé           |
| ---- | ---- | -------- | ----------------- | ----------------- | ----------------- | -------------------- |
|      | 1    | 5        | 2015. július 6.   | 2015. december 1. | 2015. december 7. | 2018. szeptember 12. |
|      | 2    | 5        | 2016. június 30.  | 2016. június 30.  | 2017. január 31.  | 2017. február 28.    |
|      | 3    | 5        | 2017. április 27. | 2017. április 27. | TBA               | TBA                  |

### 1. évad rövidfilmek
| #  | Angol cím          | Magyar cím             | Írta                        | Eredeti bemutató    | Magyar bemutató                                                    |
| -- | ------------------ | ---------------------- | --------------------------- | ------------------- | ------------------------------------------------------------------ |
| 1. | Bear Cleaning      | Takarítás              | Guillermo Martinez          | 2015. július 6.     | 2015. december 7. (YouTube) 2018. szeptember 12. (Cartoon Network) |
| 2. | Nom Nom Vs Hamster | Nom Nom kontra hörcsög | Bert Youn                   | 2015. augusztus 3.  | 2018. szeptember 12. (Cartoon Network)                             |
| 3. | Panda's Dream      | Panda álma             | Tom Law, Madeline Sharafian | 2015. szeptember 1. | 2018. szeptember 12. (Cartoon Network)                             |
| 4. | Log Ride           | A fénykép              | Tom Law                     | 2015. november 2.   | 2015. december 7. (YouTube) 2018. szeptember 12. (Cartoon Network) |
| 5. | Goodnight Ice Bear | Jó éjt Jeges           | Madeline Sharafian          | 2015. december 1.   | Nem mutatták be                                                    |

### 2. évad rövidfilmek
| #  | Angol cím                     | Magyar cím             | Írta          | Eredeti bemutató | Magyar bemutató   |
| -- | ----------------------------- | ---------------------- | ------------- | ---------------- | ----------------- |
| 1. | Potty Time                    | Szobatisztaság         | Tom Law       | 2016. június 30. | 2017. február 14. |
| 2. | Panda's Profile Pic           | Panda profilképe       | Mikey Heller  | 2016. június 30. | 2017. február 7.  |
| 3. | Grizz: Ultimate Hero Champion | Grizz, a hősök bajnoka | Danny Ducker  | 2016. június 30. | 2017. február 28. |
| 4. | Dreamium                      | Álomium                | Louie Zong    | 2016. június 30. | 2017. február 21. |
| 5. | Charlie's Opus                | Charlie, a zeneszerző  | Lauren Sassen | 2016. június 30. | 2017. január 31.  |

### 3. évad rövidfilmek
| #  | Angol cím             | Írta                        | Eredeti bemutató  |
| -- | --------------------- | --------------------------- | ----------------- |
| 1. | Bear Stack            | Louie Zong                  | 2017. április 27. |
| 2. | Frozen Ice            | Kyler Spears                | 2017. április 27. |
| 3. | Assembly Required     | Sarah Sobole                | 2017. április 27. |
| 4. | Cooking with Ice Bear | Bert Youn                   | 2017. április 27. |
| 5. | The Cave              | Mikey Heller and Kris Mukai | 2017. április 27. |